# مارتن أوين
مارتن أوين (بالإنجليزية: Martin Owen)‏ هو معلم موسيقى بريطاني، ولد في 22 سبتمبر 1973.

## وصلات خارجية
- مارتن أوين على موقع ميوزك برينز (الإنجليزية)
- مارتن أوين على موقع ديسكوغز (الإنجليزية)